# Sákovics Péter
Sákovics Péter (Szombathely, 1959. szeptember 23. – ) magyar testnevelő tanár, sportoló, többszörös racketlon bajnok.

## Élete
Sákovics Péter már 6–7 éves kora óta űz többféle sportágat. Volt tájfutó, kézilabdázó, pingpongozó, röplabdázó, sakkozó, síelő, teniszező, vitorlázó, hegymászó, raftingozó, fallabdázó és labdarúgó. A Magyar Testnevelési Egyetem tanári szakán végzett, labdarúgást, úszást, síelést, fallabdát, teniszt, rekreációt, turisztikát oktatott. 1984-től főiskolai tanársegéd, később adjunktus lett. 1985-től a labdarúgó szakképzés vezetője, 1999-től a Haladás Futball Kft szakmai igazgatója, majd 2001-től a szombathelyi Fallabda SE játékosa, edzője és elnöke.
2006-ban egy barátja hívta fel figyelmét az akkor még alig ismert sportágra, a racketlonra, melyben hamar sikereket ért el, hároméves versenyzés után már világbajnok lett. Azóta már kétszeres páros szenior világbajnok, világbajnoki ezüstérmet szerzett férfi párosban, szenior egyéni világbajnoki bronzérmet, World Tour szenior versenyeken több alkalommal nyert osztrák, magyar, svájci, svéd, olasz, cseh, belga és német szenior versenyeken. 2010. január óta vezeti a világ ranglistát, 2010-es szenior egyéni világbajnokságon aranyérmes lett az 50 év fölötti kategóriában, míg a 45 év felettiben ezüstérmet szerzett.